# دب أسود أمريكي
الدببة السوداء الأمريكية هي أصغر أنواع الدببة وأكثرها وجوداً. وهي تعيش في أمريكا الشمالية، في المناطق الممتدة من ألاسكا شمالاً وحتى المكسيك جنوباً، ومن المحيط الأطلسي شرقاً حتى المحيط الهادئ غرباً. وهي تعيش في 41 ولاية أمريكية من 52، وفي جميع مقاطعات كندا عدا واحدة، وأيضاً في أجزاءٍ من المكسيك. الدببة السوداء في الولايات الجنوبية من الولايات المتحدة الأمريكية تعيش في الجبال أو الغابات، ولكنها مع ذلك تخرج أحياناً من هذه المناطق وتتجوّل خارجها، وفي بعض الحالات تصل الدببة إلى حدود المناطق السكنية. والدببة السوداء الأمريكية قريبة نسبياً من الدببة السوداء الآسيوية، والذين يتشاركان سلفاً أوروبياً واحداً.

## الوصف
يبلغ الطول الدب الأمريكي الأسود البالغ عادةً ما بين 150 و180 سم، ويبلغ ارتفاعه عند الكتف من 75 إلى 90 سم تقريباً،  وعندما يقف على قدميه الخلفيّتين يستطيع الوصول إلى ارتفاع 210 سم تقريباً. إناث الدببة السوداء الأمريكية أصغر بنسبة 33% من الذكور (أي أن حجمها يساوي 77% من حجم الذكور). ويتراوح وزن الإناث بين 140 و180 كغم بينما يتراوح وزن الذكور بين 115 و275 كغم، ويُمكن أن يصل وزن البالغة منها إلى 300 كغم. وبعض الذكور الكبيرة التي سُجلّت يبلغ طولها 240 سم ووزنها على الأقل 365 كغم، وأكبر ذكرٍ من الدب الأمريكي الأسود شوهد على الإطلاق كان دباً من كارولينا الشمالية يبلغ وزنه 400 كغم. ومن الناحية الأخرى، أقل وزنٍ سُجّل للإناث هو 39 كغم، و47 كغم للذكور. وعادةً يبلغ وزن صغار الدببة السوداء الأمريكية عند الولادة ما يتراوح بين 200 و450 غرام. والبالغ منها لديه عينان صغيرتان وأذنان مدوّرتان، وأنفٌ طويل وجسم كبير وذيل قصير، وحاسة شمّه ممتازة.
ومع أن الدب الأسود يستطيع الوقوف والمشي بسهولةٍ على أقدامه الخلفية إلى أنه يمشي عادةً على أربع، وهو يقف عادةً ليستطيع شم أو رؤية شيءٍ ما بوضوحٍ أكثر. وله مخالب قوية في كل قدمٍ من أقدامه يستخدمها لتمزيق الأشياء أو للحفر أو للتسلق، ومع ذلك فيصنف الدب الرمادي على أنه أقوى نسبياً من الدب الأسود، ولكن الدب الأسود مع ذلك قوي وضخم. وعند الضرورة تستطيع الدببة السوداء الجري بسرعة 48 كم في الساعة، وهي سبّاحة جيدة. وآذان الدببة السوداء أكبر وأكثر انتصاباً من تلك التي تملكها الدببة البنية.

## البيئة والسلوك
الدببة السوداء تفضل العيش في الأحراش والأماكن المُشجَرّة، ولكن معروفٌ أنه تسكن في الأماكن التي غمرها المد وضفاف الأنهار والحقول الزراعية وأحياناً عند الشلالات. وتكون الدببة السوداء في البيات الشتوي خلال الشتاء، وحينها تكون في أوكارٍ مثل تجاويف الأشجار أو أنفاقٍ تحت الأرض أو في الكهوف. ويستخدم الدب الوكر نفسه الذي كان يستخدمه في السنوات السابقة. وفي خلال فترة السبات الشتوي لا تأكل الدببة ولا تشرب ولا تطرح مخلفاتها. درجة حرارة أجسام الدببة لا تتغير بشكلٍ ذا أهميةٍ خلال فترة البيات الشتوي، ولكن رغم ذلك فالدببة تستيقظ بين فترة وأخرى وتعاود النوم (وغالباً ما يكون ذلك بسبب صوتٍ ما). تلد الإناث قبل فترة البيات الشتوي بقليلٍ المولود الجديد، وبعد أن ينتهي الشتاء ويبدأ الربيع تخرج الدببة السوداء من أوكارها وتبحث عن جيف حيواناتٍ ماتت في الشتاء وعن بعض النباتات أيضاً. وعندما تتعرض صغار الدببة السوداء للخطر فهي تتسلق الأشجار أو تلجأ إلى الأنهار والأحراش لكي تختفي بينها.

## التكاثر

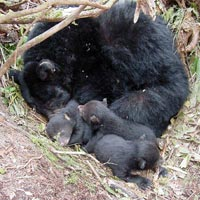
دبة سوداء مع "دياسمها" (اسم صغار الدببة) اللذين لم يولدوا من فترة طويلة.

عموماً تبلغ الإناث وتستطيع الإنجاب عندما يكون عمرها ما بين 3 و 4 سنوات. وعندما يتوفر الغذاء الكافي فإنها تستطيع الولادة مرةً كل سنتين. وفي البيئات العادية، تصل أعمار الإناث إلى ما بين 5 و7 سنوات ومن الممكن أن تستمر بعد ذلك لكنها لن تعود قادرةً على الإنجاب. أما الذكور فهم يبلغون في الوقت نفسه لكن أحياناً لا تكون أحجامهم ضخمةً كفايةً حتى تأتيهم فرصٌ بالتزاوج حتى يصبح عمرهم 4 أو 5 سنوات (فهم يحتاجون للحجم للتقاتل مع الذكور الأخرى والفوز بإعجاب الإناث). ويولد الصغار عادةً في كانون الثاني (يناير) أو شباط (فبراير)، ويلدون وهم صغار الحجم جداً ويزنون ما يتراوح بين 285 و400 غم تقريباً (283 و 397 غم بدقة)، وصلعٌ تقريباً وعاجزون عن فعل أي شيء.
غالباً ما يولد صغيران، لكن أحياناً ربما يولد أربعةٌ أو حتى خمسة (في حالات موثقة علمياً). يبيت الصغار البيات الشتوي مع أمهم خلال الشتاء، وعندما يذوب الثلج تترك الدببة أوكارها، وفي هذا الوقت (بعد انتهاء الشتاء بقليل) تكون أوزان الدببة تتراوح ما بين كيلوغرامين وأربعة. وعندما تحس الأم بوجود خطر تنبه أولادها (بصوت يشبه صوت الخنزير) فيتسلقون الأشجار. وهم يدخلون في مرحلة الفَطَم (وهي المرحلة التي يبدأ فيها غذاء الطفل بالتنوع بدلاً من الاعتماد الكامل على الرضاعة) ما بين شهري تموز (يوليو) وأيلول (سبتمبر). ويبقون خلال سنتهم الأولى مع أمهاتهم حتى انتهاء الشتاء، ومع بداية الصيف يصبحون مستقلين عن أمهاتهم تماماً (حين يبلغون سنةً ونصفاً من العمر، أما عن بقاء الأولاد على قيد الحياة فهو حسب مهارة الأم في توجيههم، أي مالذي يؤكل ومالذي يُهاجم وأين يكون الوكر وكيف يتّفي الأخطار).

## العلاقات مع الحيوانات الأخرى

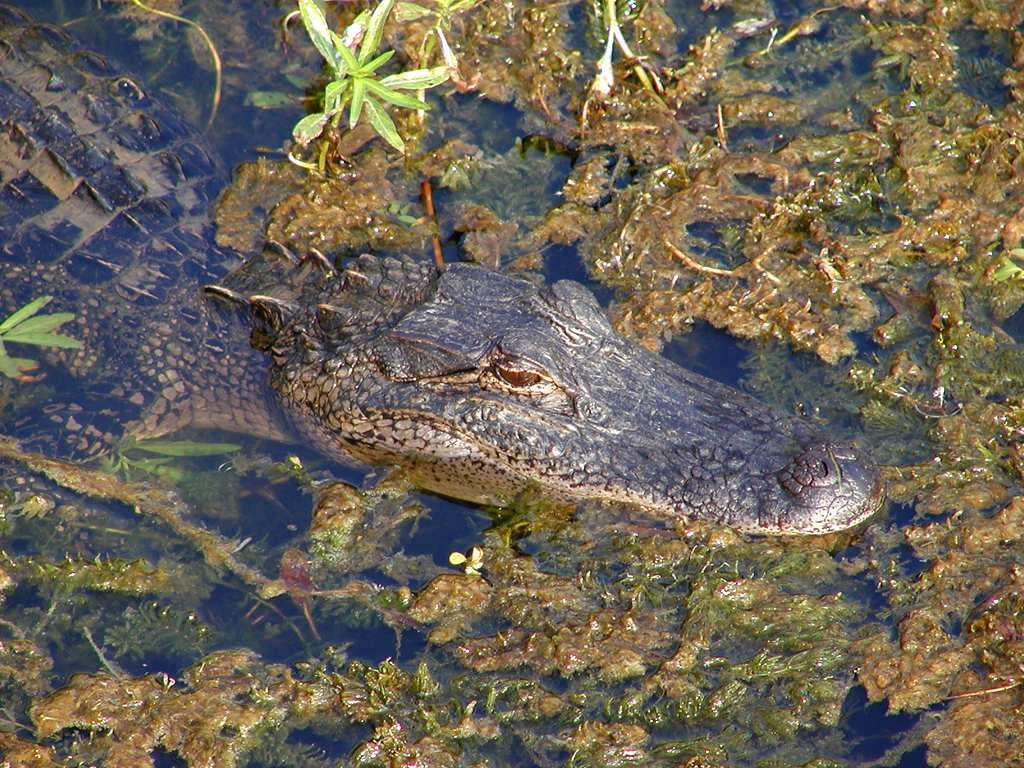
كثيراً ما تلتقي الدببة السوداء مع التماسيح الأمريكية في موطنهم الطبيعي.

في بعض الأماكن تتقاسم الدببة السوداء مناطقها مع الدببة البنية، لكن بالرغم من ذلك فقد سجلت بعض الحوادث الموثقة حيث قَتل دب بني الدب الأسود المجاور له، وكلا الحيوانين يحاولان تجنب بعضيهما والتقائهما لأنهما متساويان في القوة. ويُمكن أحياناً أن يدخل دب أسود في معركة مع أسد جبلي (كوجر). ومثل الدببة البنية، تقوم الدببة السوداء أحياناً بسرقة بعض فرائس الكوجر، وبعض الدراسات تقول أن الدببة تحاول أخذ 24% من فرائس الكوجر وتنجح في الاستيلاء على 10% منها. ومع ذلك، فنادراً ما يتقاتل كوجر ودب أسود في معركة عنيفة حيث أن كلاً منهم يستطيع أن يخيف الآخر بوسائله الخاصة.
حدوث الاحتكاكات بين الدببة السوداء والذئاب أندر بكثيرٍ منه عند الدببة البنية. ومعظم الشجارات التي تحدث بين الدببة السوداء والذئاب تكون في الشمال، حيث لم يسجل من قبل أي تعاركٍ في المكسيك. وبالرغم من كون الدب الأسود أقوى من الذئب المنفرد إلى أنه قد سجلت العديد من الحالات التي قَتلت فيها مجموعةٌ من الذئاب دباً أسوداً دون أن تأكله. وعلى خلاف الدببة البنية، الدببة السوداء تخسر أحياناً معاركها مع الذئاب التي تنتهي بالقتل. الشَّرِه (نوع من الحيوانات) يتحدّى أحياناً الدب الأسود في معارك، لكن الدببة السوداء الكبيرة تقتل في بعض الحالات الشره في النزاعات التي تصبح عنيفة.
أحياناً تهاجم التماسيح الأمريكية الدببة السوداء، ولكن نادراً ما يدخل دب أسود يافع في نزاع كهذا. وعند حدوث احتكاك كهذا، من الممكن أن تقوم الدببة السوداء البالغة (وخاصة الكبيرة) بمواجهة التسماح. وهي - أي الدببة - لا تحب الاشتباكات خاصة إذا كانت وجهاً لوجه، ومع ذلك فالدببة السوداء عادة تفضل الهروب والنجاة بدلاً من القتال.